# Ampleforth Abbey
Ampleforth Abbey – benedyktyński zespół klasztorny w północnej Anglii, koło wsi Ampleforth, w hrabstwie North Yorkshire. Znajduje się na obrzeżu Parku Narodowego North York Moors. W pobliżu znajduje się uczelnia Ampleforth College. W klasztorze Ampleforth odbywał nowicjat przyszły kardynał George Haliburton Hume, przyjmując tam imię Basil.